# よしもと将棋芸人 と金チャンネル
よしもと将棋芸人 と金チャンネル（以下 と金チャンネル）は、よしもと芸人関東将棋ブ！によるYouTubeチャンネル。2021年3月19日に開設され、同年7月1日に動画投稿が開始された。
吉本興業に所属する芸人のうち、将棋好きな有志によって運営されている。将棋の対局動画のほか、大喜利、棋士及び将棋界を取り巻く人物へのインタビュー動画などを投稿する。また、将棋にまつわる単語を用いたジェスチャーゲームやアキネータークイズ、詰将棋の解答を知っている人物を狼とした人狼ゲーム「詰狼」といった独自の企画も扱う。
チャンネル名は歩兵の成ったと金に由来し、「ところどころで力を発揮していきたい」との願いを込めメンバーの一人である桐生ザベストが考案した。

## 来歴
2020年
- チャンネル開設前ではあるが、よしもと芸人関東将棋ブ！として元奨励会三段 石川泰のYoutubeチャンネルに一部メンバーが出演している[4][5]。

2021年
- 3月19日、Youtubeチャンネルが開設される[6]。
- 7月1日、初の動画である「【よしもと将棋好き芸人】新将棋チャンネル設立したよ！【初心者歓迎】」が投稿された[3]。
- 12月26日、「【と金チャンネル】登録者1000人いくまで【無限生配信】３枠目」にて、桐生ザベストの単独配信中にチャンネル登録者1000人を達成した[7]。

2022年
- 2月21日、チャンネル登録者1000人を記念した「と金チャンネルファンミーティング」がよしもと∞ドームⅡで開催された[8]。
- 7月23日、ベストパフォーマンス・ハタの加入が発表された[9]。
- 8月12日、プロ棋士である谷合廣紀の特別顧問就任が発表された[10]。

2023年
- 6月15日、「【除名されるのは誰だ！？】と金チャンネル将棋実況選手権2023結果発表！」にて最下位となったふみおが除名を言い渡される[11]。
- 7月4日、ふみおの紹介によりおだいらつかさが加入。再加入条件を達成したため、ふみおが部員として復帰する[12]。
- 12月16日からBSよしもとにて第1期吉本芸人将棋最強トーナメントが放送開始される[13]。チャンネルメンバーの桐生ザベスト、ふみお、ベストパフォーマンス・ハタが準決勝進出[14][15]。
- 12月28日、「2024年12月31日までにチャンネル登録者一万人を達成できなければチャンネル消滅」が宣言される[16]。

2024年
- 1月1日放送の第1期吉本芸人将棋最強トーナメント決勝戦にてシャンプーハットてつじと桐生ザベストが対局。桐生が勝利し初代優勝者となった[17]。
- 2月8日、日本将棋連盟吉本興業支部が発足[18][19]。
- 2月24日、第14回船橋将棋大会 有段者クラスでふみおが優勝[20][21]。
- 4月9日、谷合廣紀と山本博志によるお笑いコンビ 銀沙飛燕が結成される[22]。
- 4月18日、ふみおの将棋普及指導員試験合格が発表される[23]。
- 5月26日に開催された第125回職域団体対抗将棋大会Eクラスで吉本興業が準優勝[24]。
- 6月27日、桐生ザベストとベストパフォーマンス・ハタによるお笑いコンビ ブラックメンソールが結成される[25]。
- 8月12日、「将棋ブ寄席＠∞ドーム ステージ2」がよしもと∞ドームⅡで開催された[26][27]。
- 11月1日、寺内ゆうき初の著書「知るほど観たくなる将棋　ドラマティック将棋論 」（扶桑社）が出版される[28]。
- 11月7日から9日に渡って開催された国際将棋フォーラム2024に寺内ゆうきが日本代表選手として参加[29][30]。第9回国際将棋トーナメント Bトーナメントで準決勝に進出し3位として表彰された[30][31]。
- 12月9日、本多修によってデザインされたと金チャンネル公式キャラクターが発表される[32]。
- 12月12日からBSよしもとにて第1期芸人将棋最強トーナメントが放送開始[33]。ふみおと桐生ザベストが準決勝進出。
- 12月22日、チャンネル登録者一万人を達成[34]。チャンネル消滅を回避する[35]。

2025年
- 1月3日放送の第1期芸人将棋最強トーナメント決勝にておミルク 藤本憲（ケイダッシュステージ所属）と桐生ザベストが対局。桐生が勝利し初代優勝者となった[36]。
- 4月8日から天童編の投稿が開始される[37]。
- 7月、寺内ゆうきの著書「知るほど観たくなる将棋　ドラマティック将棋論 」（扶桑社）が第37回将棋ペンクラブ大賞 文芸部門 優秀賞を受賞した[38][39]。

## メンバー
メンバーは吉本興業に所属するお笑い芸人で構成されている。括弧内はコンビ名。
部長
- 寺内ゆうき（ランパンプス）日本将棋連盟 吉本興業支部 支部長

以下、五十音順
- オコチャ
- おだいらつかさ（えりんぎ）
- 桐生ザベスト（ブラックメンソール）日本将棋連盟 吉本興業支部 会長

- しまぞうZ（キャベツ確認中）
- ふみお（さわやかだいちゅき）日本将棋連盟 吉本興業支部 副支部長

- ベストパフォーマンス・ハタ（ブラックメンソール）日本将棋連盟 吉本興業支部 相談役

- 本多修（魂の巾着）
- 前田穴熊（よもすえ） 2024年10月、コンビ解散と共に芸人を引退[40]。

- 山岡純也（おとんどぅ）

特別顧問
- 谷合廣紀

顧問
日本将棋連盟 吉本興業支部 顧問 
東京大学将棋部出身の社員であり、顧問として運営に携わっている。谷合とは大学時代の同期。